# Casque de Witcham Gravel
Vous lisez un « bon article » labellisé en 2025.
Le casque de Witcham Gravel est un casque de combat de cavalerie auxiliaire romaine, datant du premier siècle de notre ère et conservé au British Museum. Il a fait l'objet d’aménagements ornementaux.
Réduit à une calotte en alliage cuivreux par la corrosion de son noyau ferreux, ce casque présentait à l'origine une finition argentée rehaussée d'une bande dorée obtenue par étamage. Sa caractéristique distinctive réside dans ses protubérances creuses, une singularité au sein de la production romaine, qui pourraient s'inspirer des casques étrusques et dont la fonction probable était de dévier les coups.
La découverte du casque a lieu lors d'extractions de tourbe dans la paroisse de Witcham Gravel (Cambridgeshire), vraisemblablement dans les années 1870. La première référence académique documentée de cet artéfact remonte à 1877, à la suite de sa présentation à la Society of Antiquaries of London par Thomas Maylin Vipan, alors propriétaire de la pièce. Le British Museum fait l'acquisition du casque en 1891, après le décès de Vipan. Depuis 2021, le casque de Witcham Gravel est exposé au public dans la salle 49 du musée.

## Description
Le casque se compose principalement de huit éléments distincts : une calotte, un bandeau frontal, une protection occipitale, un couvre-nuque, deux protège-oreilles en relief et deux protège-joues, dont un seul subsiste. Les parties conservées sont réalisées en alliage de cuivre. Un étamage recouvrant la calotte, le couvre-nuque et les protège-joues conférait à l'ensemble l'apparence d'un casque argenté orné d'une bande dorée. À l'origine, ces composants en alliage étaient assemblés à une structure interne principale en fer au moyen d'un système de fixation comprenant deux rivets de chaque côté, six rivets le long du couvre-nuque, ainsi qu'une goupille fendue à l'avant et une autre à l'arrière. De cette structure ferreuse initiale, il ne reste que des traces de corrosion localisées au sommet du casque.
L'étude des restes du casque indique qu'il servait principalement d'ornement ; sa structure en métal fin semble en effet offrir une protection limitée. Cette finesse du métal est d'ailleurs idéale pour la technique du repoussé. Le couvre-nuque, qui est une caractéristique unique dans l'armurerie romaine connue, présente trois bosses creuses. Celles-ci sont fixées par soudage et rivetage. Cette dernière technique est aussi utilisée pour attacher les composants en alliage de cuivre à la structure principale en fer. Des marques rondes montrent qu'il y avait initialement d'autres bosses situées au-dessus des oreilles et de la fixation frontale. Les protège-joues (paragnathides), richement décorés, portaient cinq bosses supplémentaires plus petites, elles aussi rivetées. Ces protège-joues sont eux-mêmes ornés d'un motif en repoussage représentant des oreilles de façon très réaliste. Bien que ces petites bosses aient disparu, les traces de leur fixation restent visibles. Enfin, une rayure au-dessus de l'oreille droite témoigne d'un impact, mais il est impossible de déterminer si ce choc a eu lieu avant l'enfouissement du casque ou après sa découverte.
Des marques visibles sur le sommet de la calotte (la partie supérieure du casque) suggèrent qu'il était très probablement décoré d'une crête. Ces traces indiquent l'emplacement d'une ancienne base pour cette crête, mesurant 20,5 cm de long et 2,3 cm de large. Cette base était solidement fixée au casque par six rivets, répartis ainsi : deux à l'avant, deux au milieu et deux à l'arrière. L'ensemble de la crête était fait de matériaux organiques qui ne résistent pas au temps, comme du bois probablement recouvert de crin de cheval. C'est pourquoi cette structure s'est décomposée et a aujourd'hui disparu.

## Découverte

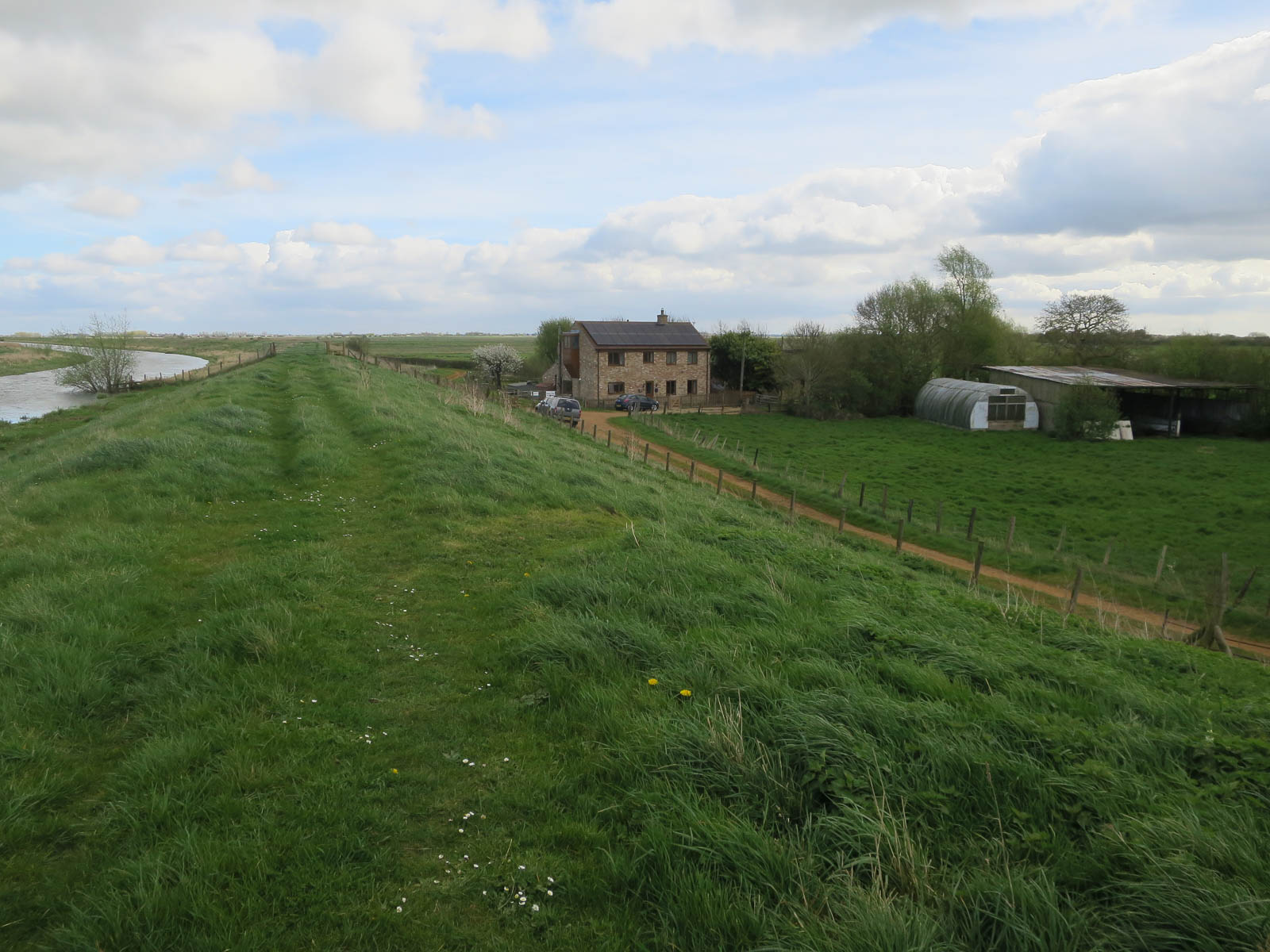
Lieu de découverte approximatif du casque, près de la rivière New Bedford.

La découverte du casque, survenue vraisemblablement dans les années 1870, a lieu lors d'une extraction de tourbe à Witcham Gravel. Le lieu précis demeure inconnu, bien qu'un rapport de 1877 des Proceedings of the Society of Antiquaries of London le situe à environ 1,2 mètre de profondeur lors des travaux. À cette époque, Witcham Gravel constitue une paroisse d'environ 157 hectares, dont une partie significative est marécageuse.
En 1877, le casque appartient à Thomas Maylin Vipan, ancien alderman du conseil du comté de l'Isle of Ely et shérif du Cambridgeshire et du Huntingdonshire. Le 17 mai, Augustus Wollaston Franks,,, directeur de la Society of Antiquaries of London, présente le casque à cette institution. Les procès-verbaux font état d'une promesse de communication ultérieure plus détaillée, qui ne se concrétise cependant jamais.
Du 3 au 16 juin 1880, l'Institut royal d'archéologie expose le casque, prêté par Vipan, lors d'une « exposition de casques et de mailles »,. The Antiquary, dans son compte rendu, qualifie l'artéfact de l'un des casques « les plus intéressants » de l'exposition, tandis que The Academy le décrit comme « un casque romain d'un grand intérêt », suggérant une fabrication italienne en raison de sa conception singulière.

## Typologie

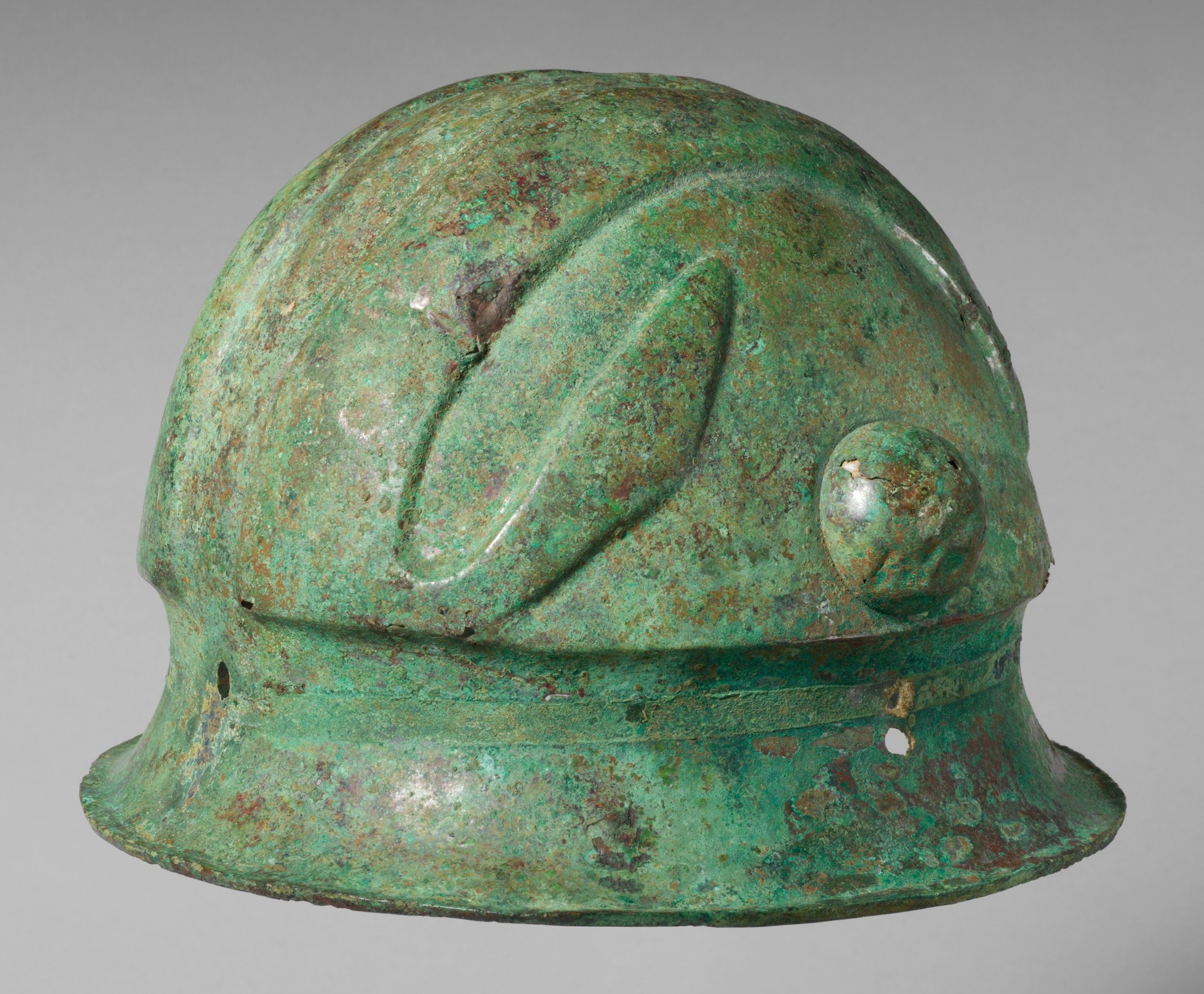
Les protubérances ornementales du casque de Witcham Gravel présentent des similitudes avec des caractéristiques observées sur des casques étrusques du VIe siècle avant notre ère.

La datation du casque est estimée au troisième quart du Ier siècle de notre ère, principalement en raison des dimensions et de l'inclinaison marquée du couvre-nuque. Il est classé dans la catégorie des casques de cavalerie auxiliaire de type B, selon la typologie de H. Russell Robinson,. Unique vestige des casques de ce type, il se distingue des casques de type A, hémisphériques, à évidements auriculaires et protège-nuque occipital réduit, par un protège-nuque plus ample et oblique.
Bien que les protubérances ornant le casque ne trouvent aucun équivalent avéré dans l'armurerie romaine, leur genèse pourrait être attribuée aux casques étrusques du VIe siècle avant notre ère. Des spécimens issus de la région picénienne, sur la côte adriatique — et désormais conservés au Metropolitan Museum of Art, à l'University of Pennsylvania Museum of Archaeology and Anthropology et au British Museum — exhibent des protubérances analogues. Ces dernières, emplies de plomb, auraient eu pour fonction de dévier les coups portés par des lames, ; a contrario, les protubérances du casque découvert à Witcham Gravel se distinguent par leur caractère creux, induisant une vocation ornementale.

## Contexte social et religieux
Le casque appartenait sans doute initialement à un membre de la cavalerie auxiliaire de l’armée romaine, qui ne disposait donc pas de la citoyenneté romaine. Si on peut dater stylistiquement la fabrication du casque, il n'est pas possible, faute de connaissance de son contexte archéologique précis, de dater son abandon ou d'estimer l’identité de son dernier propriétaire.
À cause de sa découverte dans une tourbière, on peut penser que le casque a été abandonné lors d'une cérémonie religieuse, un dépôt dans un lac ou un marais, comme l'ont été de nombreuses autres armes romaines trouvées dans des milieux semblables. Il est aussi possible qu'il ait fait partie d'un butin de guerre.

## Parcours et expositions
Le casque est acquis par le British Museum en novembre 1891, à la suite du décès de Thomas Vipan le 23 août 1891,. Le musée l'obtient de la maison de vente Rollin & Feuardent, qui agit pour le compte de la succession de Vipan. L'artéfact rejoint ainsi les collections du musée,.
Le casque est notamment exposé en 1993 à l'abbaye Notre-Dame de Daoulas, dans le département du Finistère, dans le cadre de l'exposition Rome face aux Barbares. Il figure également dans l'exposition du British Museum intitulée Nero: The Man Behind the Myth, qui se tient du 27 mai au 24 octobre 2021,,. Plus récemment, du 22 janvier au 26 juin 2022, l'Ely Museum (Cambridgeshire) accueille le casque pour l'exposition Margins of Empire : Les Romains dans les Fens,,.

## Note et références
- (En) Cet article est partiellement ou en totalité issu de l’article de Wikipédia en anglais intitulé « Witcham Gravel helmet » (voir la liste des auteurs).

### Note
1. ↑  La typologie de Robinson permet de situer les caractéristiques uniques du casque de Witcham Gravel dans un contexte plus large des coiffures militaires romaines. Bien qu'il partage certaines similitudes avec les casques impériaux gaulois (comme le protège-nuque incliné et les paragnathides avec des bosses), ses bosses creuses en bronze distinctives sur le protège-nuque et la calotte en font le seul exemple survivant de sa catégorie de casque de cavalerie auxiliaire de Type B[19].